# Rhinerrhiza
Rhinerrhiza é um género botânico pertencente à família das orquídeas (Orchidaceae).